# Galindo I Aznárez
Galindo I Aznárez (morto em 867), filho de Aznar I Galíndez, conde de Aragão recuperou o  conde de Aragão de Galindo Garcés, filho de Garcia I Galíndez.
Galindo I Aznárez recebeu os dois condados do seu pai (Urgel e Cerdanha) em data incerta ainda antes de 833 e em 833 foi designado conde de Pallars e Ribagorza, até que foi expulso em 844. Após um período de governação em Pamplona, voltou a Aragão em 844 para assumir a herança de Galindo Garcés que havia morrido sem descendência. 

## Descendência
Foi o pai de: 
1. Aznar II Galíndez (c. 846 - 893), seu sucessor e casado com Oneca de Pamplona, filha do rei de Pamplona, García Íñiguez de Pamplona[1].